# Гайдучик, Николай Михайлович
Никола́й Миха́йлович Гайду́чик (укр. Микола Миколайович Гайдучик; род. 30 декабря 1999, Здолбунов, Ровненская область) — украинский футболист, нападающий житомирского «Полесья».

## Биография
Воспитанник спортивного класса Здолбуновской гимназии (тренер Игорь Пархомчук) и БЛИСП-КДЮСШ (Березно), в футболке которого играл в 2016 году. Защищал цвета «Вереса» в юношеских чемпионатах Ровненской области. В 2017 году в составе «Вереса» выступал в ДЮФЛУ, а в сезоне 2017/18 — за молодёжную команду.
Весной 2018 года перешел в «Малинск», в футболке которого выступал в чемпионате Ровненской области и любительском чемпионате Украины. В сезоне 2019 и 2020 годов — лучший бомбардир чемпионата Ровненской области. В 2020 году защищал цвета «ОДЕК» в чемпионате Ровненской области и любительском чемпионате Украины.
В январе 2021 года отправился на просмотр в «Верес», по результатам которого подписал контракт с клубом. Дебютировал в футболке ровненского клуба 3 марта 2021 в проигранном (1:2) домашнем поединке 1/4 финала кубка Украины против луганской «Зари». Николай вышел на поле на 83-й минуте, заменив Роберта Гегедоша.
В 2021 году за «Верес» Гайдучик сыграл в 15 матчах (13 в Первой лиге и 2 в УПЛ), отличившись 1 голом и 2 результативными передачами. Одним из наиболее успешных матчей Гайдучика была встреча против одесского «Черноморца».
В августе 2021 года был отдан в аренду в перволиговый «Ужгород». Дебютировал за клуб 18 августа в проигранном (0:1) домашнем поединке 1/64 кубка Украины против тернопольской «Нивы». В чемпионате Николай дебютировал 22 августа в матче против «ВПК-Агро», в котором отличился забитым голом. После первого круга соглашение об аренде клубы разорвали досрочно. Уже в начале декабря 2021 Николай Гайдучик возобновил тренировки с «Вересом».